# Johann Michael Schang

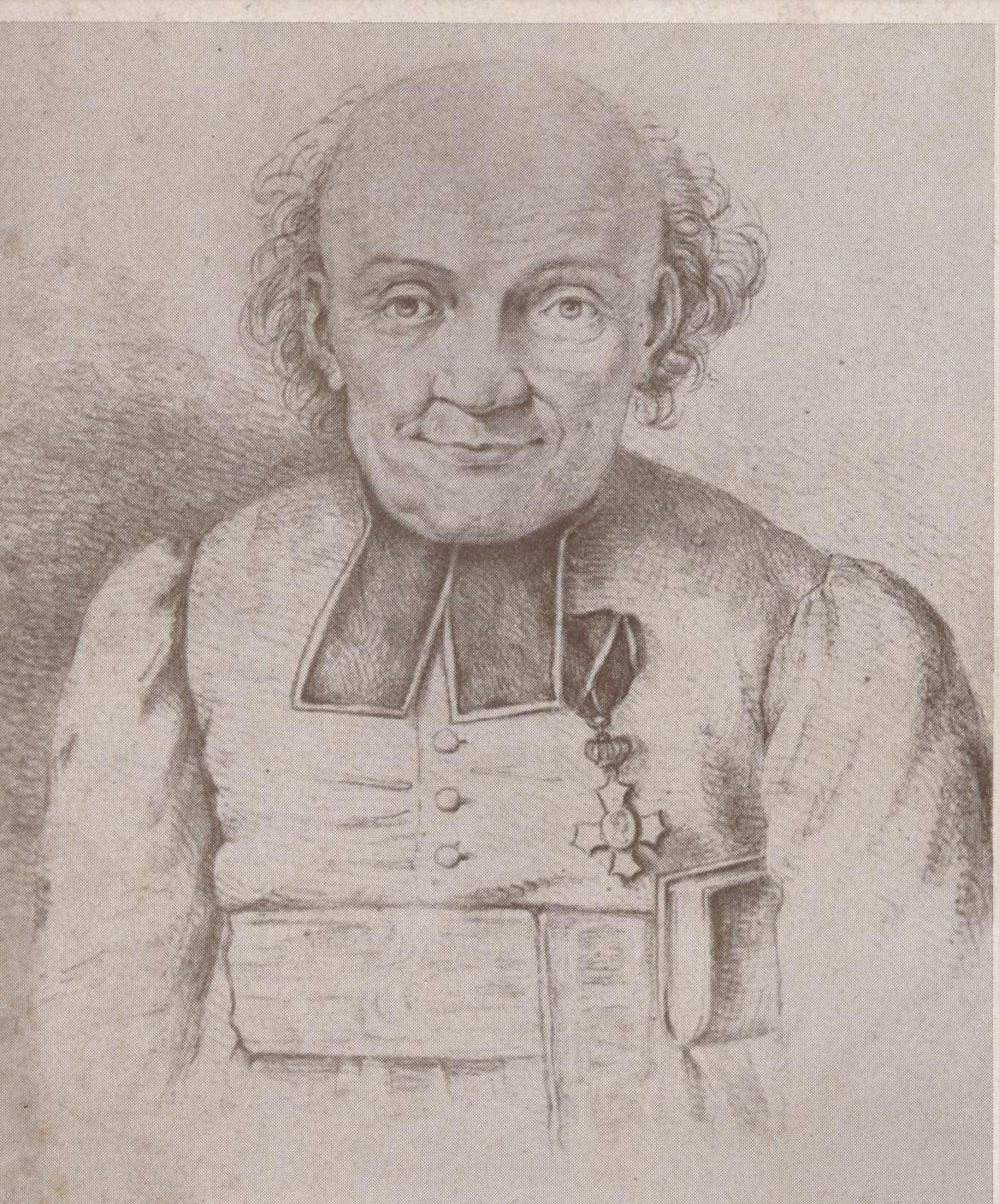
Pfarrer Johann Michael Schang, 1837, dekoriert mit dem Bayerischen Ludwigsorden.

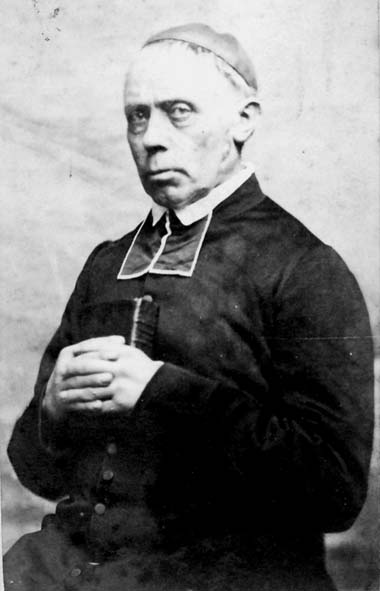
Pfarrer Johann Michael Schang, Photo, um 1840

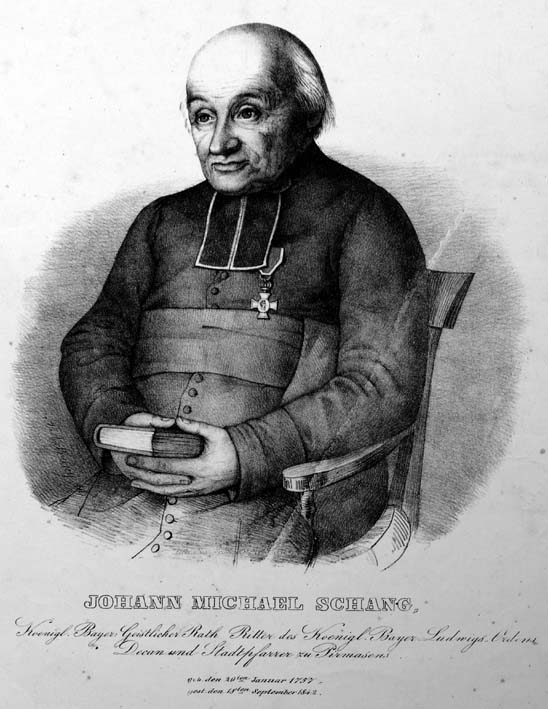
Pfarrer Johann Michael Schang, kurz vor seinem Tod

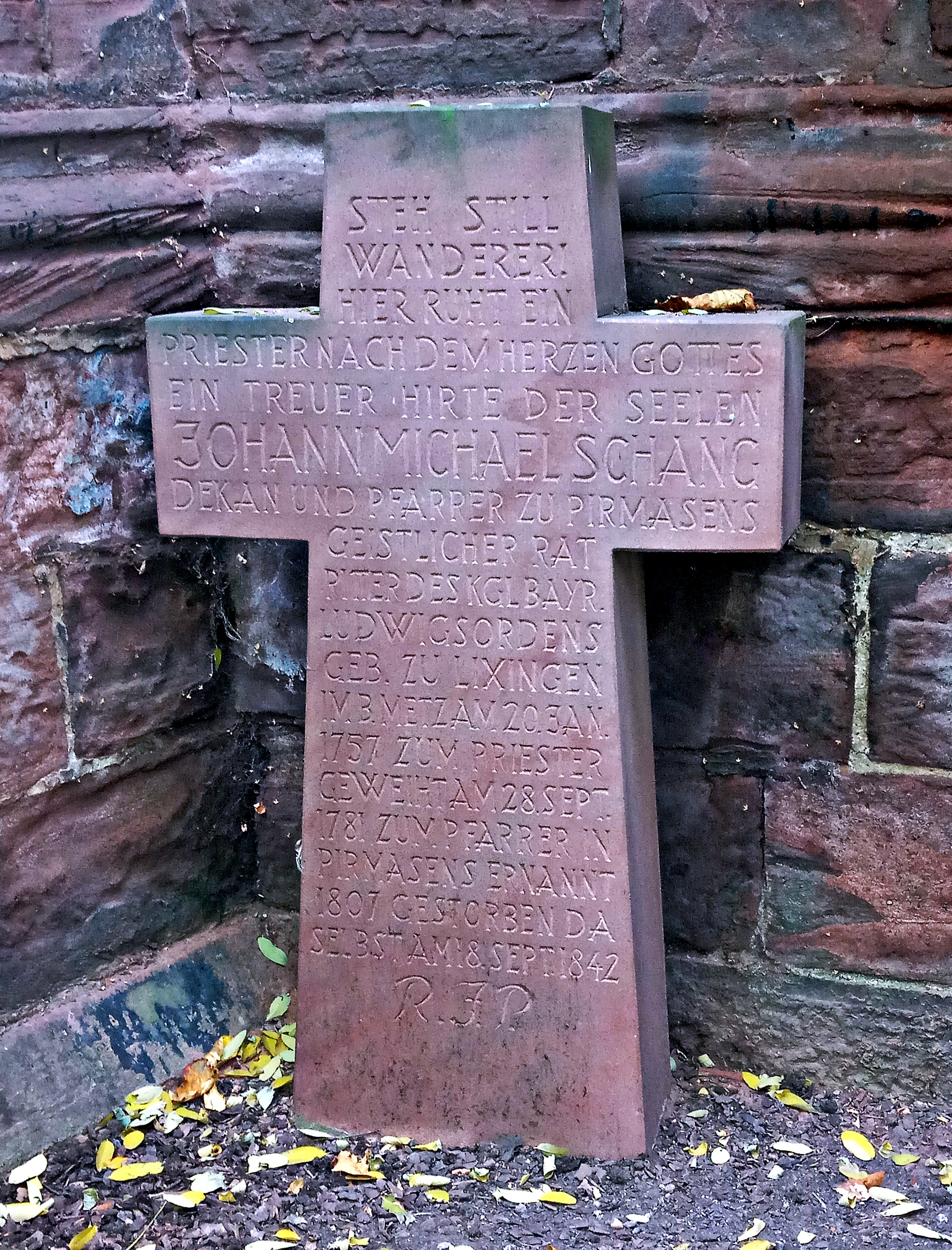
Pirmasens, Pfarrkirche St. Pirmin, Grabkreuz Pfarrer Johann Michael Schang

Johann Michael Schang (* 20. Januar 1757 in Lixingen, Lothringen; † 18. September 1842 in Pirmasens) war ein bedeutender Priester in den Bistümern Metz, Mainz und insbesondere im Bistum Speyer. Er wurde von seinen Bischöfen hoch geschätzt und vom Volk wie ein Heiliger verehrt. Von seelischen Leiden Geplagte unternahmen Tagereisen, um die Beichte bei ihm ablegen zu können und seinen Zuspruch zu erhalten. Seine Hauptverdienste lagen weniger im Äußerlichen als in Frömmigkeit und Seelsorge. Er wird auch als der Pfälzische Pfarrer von Ars bezeichnet.

## Leben

### Herkunft und Jugend
Johann Michel Schang wurde als Sohn des Bauern und Bürgermeisters Christoph Schang und seiner Ehefrau Apollonia geb. Busch geboren. Sein Geburtsort Lixingen gehört zur Diözese Metz. 1774 trat der Junge in das kleine Seminar St. Anna zu Metz ein und studierte dort Philosophie. Von dort kam er 1777 ins große Seminar St. Simon, wo die Alumnen ihre theologische Ausbildung erhielten. Beide Seminarien wurden von Lazaristen geleitet. Am 22. September 1781 empfing Johann Michael Schang im Dom zu Metz die Priesterweihe aus der Hand des Diözesanbischofs und späteren Kardinals Louis-Joseph de Montmorency-Laval.

### Wirken als Priester
Am 9. Oktober 1781 wurde Johann Michael Schang Pfarrer von Wiesbach, Südwestpfalz. In Wiesbach erfuhr Schang auch die Schrecken der Revolutionszeit. Wie fast alle Priester verweigerte er den Eid auf die republikanische Verfassung, welche die Kirche als französische Landeskirche proklamierte und die Rechte des Papstes weitgehend außer Kraft setzte. Es begann eine blutige Verfolgung dieser Eidverweigerer und Johann Michael Schang musste einmal für 2 Tage nach Geinsheim in der Vorderpfalz fliehen, sich verstecken oder Zivilkleider anlegen, um unerkannt zu bleiben. Schang und sein Pfarrhaus wurden mehrfach ausgeplündert. Einmal entging er der Verhaftung in der Schule nur, da er sich schnell einen Bauernrock überwarf und den Lehrer spielte. Den – noch jungen – wirklichen Lehrer hatte er zwischen die älteren Schüler gesetzt. Die ganze Gemeinde – ohne Unterschied der Konfession – deckte den Priester und bewahrte ihn vor der Verhaftung. Ab 1800 besserten sich die Zustände und die Verfolgung hörte auf, wenn auch viele Restriktionen für die Kirche und den Gottesdienst bestehen blieben. Wiesbach gehörte mit der ganzen Umgegend bis 1802 zu Schangs Heimatbistum Metz. Ab 1802 kam das Gebiet zur neuen Großdiözese Mainz unter dem außergewöhnlichen Bischof Joseph Colmar. Bei einem Besuch des neuen Bischofs Colmar in Wiesbach lernte er Pfarrer Schang kennen und schätzen. Dem Bischof war die vorbildliche Frömmigkeit und der Eifer von Priester und Gemeinde aufgefallen.
Von Februar 1802 bis April 1806 war Schang Pfarrer in Maßweiler von Mai 1806 bis September 1807 in Hornbach.
Am 28. September 1807 bezog Johann Michael Schang die wichtige Seelsorgestelle in der Stadt Pirmasens und wurde am 29. Januar 1808 dort Pfarrer. Hier wirkte er bis zu seinem Tode 1842 und wird wegen seines unermüdlichen Seelsorgeeifers auch der „Apostel von Pirmasens“ genannt. Pfarrer Schang erneuerte die Gemeinde völlig und entfaltete seine seelsorgerische Tätigkeit. Mit Bischof Joseph Colmar stand er in freundschaftlichem Briefkontakt und dieser äußerte über ihn: „Ich habe viele Seelsorger aber nur einen Apostel Schang“. An den Metzer Bischof schrieb Colmar am 17. September 1808: „Der Pfarrer von Pirmasens ist ein heiliger Priester...“ Der Geistliche ließ Volksmissionen abhalten, gab Katechesen und Predigtunterweisungen; außerdem ermunterte er die Gläubigen zum Sakramentenempfang. Besonders berühmt war er als einfühlsamer Beichtvater, zu dem die Leute oft Tagereisen weit heranfuhren um seinen Rat, Trost und seinen Zuspruch zu erhalten. Pfarrer Schang befasste sich mit manchen Beichtenden Stunden lang und erörterte bzw. ordnete in sogenannten Generalbeichten ihr ganzes bisheriges Leben. Viele Gläubige schieden nach einer Beichte von ihm mit völlig neuer Lebenseinstellung und neuem Lebensmut. Schang wurde von Beichtwilligen aus nah und fern förmlich belagert und verbrachte nicht selten den halben Tag im Beichtstuhl, bis er es vor Kälte und Erschöpfung nicht mehr aushielt. Auch viele Priester kamen zu dem Pfarrer von Pirmasens um bei ihm – dem Amtsbruder – zu beichten und sich wieder aufrichten zu lassen. Dabei nahmen sie oft stundenlanges Warten in Kauf.
Von den Menschen seiner Zeit wurde Schang wie ein Heiliger verehrt, wenngleich er dies in seiner Bescheidenheit abzuwehren suchte. Er lebte arm wie ein Bettler und verschenkte das Wenige, das er besaß; sogar seine eigenen Kleider. Viele kamen auch, um von ihm gesegnet zu werden oder weil er den Exorzismus über sie beten sollte. Es wird von mehreren Heilungen aufgrund der Segnungen und Exorzismen berichtet, die jedoch nie eingehender untersucht wurden. Auch das Phänomen eines auffälligen „Leuchtens“ seines Gesichtes beim Gebet ist mehrfach überliefert.
Pirmasens fiel 1817, nach Ende der Franzosenzeit, bei der Aufteilung des Großbistums Mainz, an die wiedererstandene Diözese Speyer. Somit wurde auch Pfarrer Johann Michael Schang Speyerer Diözesanpriester und bayerischer Staatsbürger. Er avancierte zum Dekan und Schulinspektor, 1837 zum Königlichen Geistlichen Rat und Inhaber des bayerischen Ludwigsordens. Die Speyerer Bischöfe – besonders Johann Jakob Geissel und Nikolaus von Weis – schätzten ihn ebenso, wie bereits vorher Bischof Joseph Colmar von Mainz. Am 1. Januar 1841 trat Schang in den Ruhestand, blieb aber weiterhin in Pirmasens. Im Frühjahr 1842, kurz vor seinem Tod, besuchte er nochmals seinen Heimatort Lixingen, wo er mit großen Ehren empfangen wurde und eine Festmesse hielt. Von dort kehrte er heim und erkrankte; u. a. bekam er eine offene Wunde am Fuß. Nach einem Krankenlager von 6 Monaten verstarb er am 18. September im 85. Jahr seines Lebens, im 61. Jahr seines Priestertums und im 35. Jahr seines Wirkens in Pirmasens. Er wurde zunächst auf dem Friedhof Pirmasens in einem einfachen Grab beigesetzt.

Sein Pirmasenser Nachfolger, der Selige Paul Josef Nardini, warb jedoch um Spenden für ein würdiges Grabdenkmal, das 1853 errichtet werden konnte. Als man den neuen Grabstein setzte, musste der Sarg geöffnet werden. Hierbei ließ Pfarrer Nardini das Haupt des Verstorbenen als Reliquie entnehmen und man bewahrte es von da an in der Pfarrkirche auf. Dies belegt bereits damals eine fast heiligengleiche Verehrung von Pfarrer Schang. Als der Friedhof mit Schangs Grab 1939 aufgelöst wurde, verfügte Stadtpfarrer August Schmitt die Öffnung der Grabstätte und ließ die restlichen Gebeine ausgraben. Sie wurden im Außenbereich der neuen Pfarrkirche St. Pirminius, hinter dem Chor – zusammen mit dem Haupt – in einer ausbetonierten Gruft neu beigesetzt. In einer Metallhülse wurde eine Urkunde mit folgendem Wortlaut beigefügt:

„Im Jahre des Herrn 1939, am 20 Juni, ließ der unterzeichnete Pfarrer von Pirmasens St. Pirmin, im Beisein der Herren Karl Emanuel und Heinrich Peifer, die restlichen Gebeine des Pfarrers und Dekans Johann Michael Schang, auf dem alten Friedhof durch den Friedhofsverwalter Georg Faul ausgraben und trug sie selbst in das Pfarrhaus. Es fanden sich noch: 2 Oberarmknochen, 2 Schulterblattknochen-Reste, zwei Reste des Unterarmknochens (Speiche und Ellbogen), 2 Schlüsselbeine, einige Rippenreste, Messgewandreste und zwei Haarbüschel. Die Gebeine wurden zusammen mit dem Haupt, das schon unter Pfarrer Nardini in die alte Kirche verbracht worden war und in der neuen Kirche im Tabernakel des Marienaltars stand, hier hinter der Pfarrkirche in einem im Boden ausbetonierten Grab, am Abend des 29. Juni, unter Beteiligung der Pfarrgemeinde feierlich beigesetzt.“

Der Katholik, die Zeitschrift des Mainzer Kreises, schrieb 1842 in seinem Nachruf: „Pfarrer Schang war die Blume der Diözese, der Mann des Volkes weit und breit, in den Augen seiner Amtsbrüder ein Heiliger.“ Pfarrer Hubert Pirrung von Kusel, Schangs ehemaliger Kaplan, konstatierte in seiner kurz nach dem Tode des Priesters erschienenen Biographie:

„...die Priester haben an ihm einen Freund und ein Muster, die Pfarrei Pirmasens einen Vater, verirrte Seelen einen weisen Arzt, die Armen einen Wohltäter, die Welt einen guten Menschen, das Bistum einen würdigen Priester, die Kirche viel frommes Gebet, der Staat einen nützlichen treuen Diener verloren – der Himmel aber eine Zierde gewonnen.“

Das katholische Gemeindezentrum von Wiesbach heißt „Johann-Michael-Schang-Haus“.